# 穆尼国际公司
穆尼国际公司（英語：Mooney International Corporation）是一家1929年由艾伯特穆尼创立的飞机制造公司。总部位于美国德克萨斯州克尔维尔。公司研发和制造单引擎活塞螺旋桨飞机。

## 历史
2008年6月穆尼发表声明遣散60名员工，并把每月8架飞机的产量缩减到5架，12月又遣散40名员工，公司只剩下50名员工和剩下25架没有卖出去的飞机。
2010年，整整18个月没有制造一架飞机的穆尼国际公司表示基压的飞机已经全部销售出去。同年11月再次遣散员工，将员工减到只有10人，为已经购买飞机的用户提供售后服务。
后被美景集团，中国一家地产开发集团收购。得到资金注入后，穆尼又开始生产飞机，目前生产M20V Acclaim和M20U Ovation两款超轻型飞机，均得到FAA的认证。